# Kawakami Shohei
Shohei Kawakami (sinh ngày 17 tháng 5 năm 1995) là một cầu thủ bóng đá người Nhật Bản.

## Sự nghiệp câu lạc bộ
Shohei Kawakami đã từng chơi cho Fukushima United FC.